# Bromodésoxyuridine
La bromodésoxyuridine est un nucléoside synthétique, analogue structurel de la thymidine, où le groupe méthyle en 5 est remplacé par un atome de brome. Cette molécule est utilisée pour déterminer la phase du cycle cellulaire d'une cellule et notamment si cette dernière est en phase de réplication de l'ADN.
La BrdU peut être incorporée dans l'ADN nouvellement synthétisé des cellules en cours de réplication (durant la phase S de l'interphase), à la place de la thymidine. Des anticorps spécifiques peuvent ensuite être utilisés afin de détecter la BrdU incorporée (voir immunohistochimie), révélant ainsi les cellules qui répliquaient leur ADN activement. La liaison de l'anticorps nécessite la dénaturation de l'ADN, généralement en exposant les cellules à de l'acide ou à la chaleur.
Comme la BrdU peut remplacer la thymidine durant la réplication de l'ADN, il peut causer des mutations, et son usage peut donc présenter des risques pour la santé.

## Expérience
Sur une culture de cellules donnée, on introduit de la Bromodésoxyuridine. Elle va s'incorporer à la place de la thymidine dans l'ADN en cours de synthèse et s'appareiller avec la base purique complémentaire, à savoir la Désoxyadénine.
On lave les cellules, afin d'éliminer la Bromodésoxyuridine non incorporée.
Par la suite on marque des anticorps ligués contre la Bromodésoxyuridine avec un marqueur de type fluorochrome par exemple. On les injecte dans le milieu, et deux types de cellules apparaitront.
Les cellules marquées par le flurochrome étaient en phase S quand la Bromodésoxyuridine se trouvait dans le milieu.
tandis que les cellules non marquées n'y étaient pas.
On peut de ce fait, évaluer le taux de renouvellement d'un tissu donné, et évaluer la durée du cycle cellulaire des cellules constituant ce tissu.